# Choson Sinbo
El Choson Sinbo (Chosun Shinbo), también conocido por el nombre de su edición en inglés The People's Korea, es un periódico con sede en Japón, publicado tanto en coreano como en japonés. El nombre significa literalmente "Periódico Chosun (Corea)". Es publicado por la Asociación General de Residentes Coreanos.
Al informar desde Corea del Norte, los periodistas de Choson Sinbo gozan de más libertades que otros periodistas extranjeros y han logrado publicar historias exclusivas sobre proyectos en el país y primicias sobre las relaciones entre Japón y Corea del Norte.
El 4 de noviembre de 2020, se informó que la mayoría de su contenido se coloca en un esquema de muro de pago, lo que puede complicar las cosas, ya que puede tener problemas legales con sanciones contra Corea del Norte.